# EPrix van Mexico-Stad 2018
De ePrix van Mexico-Stad 2018 werd gehouden op 3 maart 2018 op het Autódromo Hermanos Rodríguez. Het was de vijfde race van het seizoen.
De race werd gewonnen door Daniel Abt voor het team Audi Sport ABT Schaeffler, die zijn eerste Formule E-zege behaalde. NIO Formula E Team-coureur Oliver Turvey behaalde met een tweede plaats zijn eerste podium in de klasse, terwijl Sébastien Buemi voor Renault e.Dams het podium compleet maakte.

## Kwalificatie
| Pos                 | No | Coureur                | Team                      | Q1       | Q2       | Grid |
| ------------------- | -- | ---------------------- | ------------------------- | -------- | -------- | ---- |
| 1                   | 19 | Felix Rosenqvist       | Mahindra Racing           | 1:01.676 | 1:01.645 | 1    |
| 2                   | 28 | António Félix da Costa | MS&AD Andretti Formula E  | 1:01.772 | 1:01.852 | 4    |
| 3                   | 36 | Alex Lynn              | DS Virgin Racing          | 1:01.830 | 1:02.014 | 10   |
| 4                   | 16 | Oliver Turvey          | NIO Formula E Team        | 1:01.777 | 1:02.172 | 2    |
| 5                   | 9  | Sébastien Buemi        | Renault e.Dams            | 1:01.668 | 1:02.510 | 3    |
| 6                   | 66 | Daniel Abt             | Audi Sport ABT Schaeffler | 1:01.885 |          | 5    |
| 7                   | 25 | Jean-Éric Vergne       | Techeetah                 | 1:01.962 |          | 6    |
| 8                   | 3  | Nelson Piquet jr.      | Panasonic Jaguar Racing   | 1:01.964 |          | 7    |
| 9                   | 2  | Sam Bird               | DS Virgin Racing          | 1:19.623 |          | 19   |
| 10                  | 23 | Nick Heidfeld          | Mahindra Racing           | 1:02.023 |          | 8    |
| 11                  | 18 | André Lotterer         | Techeetah                 | 1:02.057 |          | 9    |
| 12                  | 1  | Lucas di Grassi        | Audi Sport ABT Schaeffler | 1:02.079 |          | 20   |
| 13                  | 5  | Maro Engel             | Venturi Formula E Team    | 1:02.091 |          | 11   |
| 14                  | 20 | Mitch Evans            | Panasonic Jaguar Racing   | 1:02.135 |          | 12   |
| 15                  | 6  | José María López       | Dragon Racing             | 1:02.264 |          | 13   |
| 16                  | 7  | Jérôme d'Ambrosio      | Dragon Racing             | 1:02.360 |          | 14   |
| 17                  | 8  | Nicolas Prost          | Renault e.Dams            | 1:02.377 |          | 15   |
| 18                  | 27 | Tom Blomqvist          | MS&AD Andretti Formula E  | 1:02.443 |          | 16   |
| 19                  | 68 | Luca Filippi           | NIO Formula E Team        | 1:02.508 |          | 17   |
| 20                  | 4  | Edoardo Mortara        | Venturi Formula E Team    | 1:03.416 |          | 18   |
| 110%-tijd: 1:07.835 |    |                        |                           |          |          |      |

## Race
| Pos | No | Coureur                | Team                      | Rondes | Tijd/Oorzaak uitval | Grid | Punten |
| --- | -- | ---------------------- | ------------------------- | ------ | ------------------- | ---- | ------ |
| 1   | 66 | Daniel Abt             | Audi Sport ABT Schaeffler | 47     | 50:45.164           | 5    | 25     |
| 2   | 16 | Oliver Turvey          | NIO Formula E Team        | 47     | +6.398              | 2    | 18     |
| 3   | 9  | Sébastien Buemi        | Renault e.Dams            | 47     | +6.615              | 3    | 15     |
| 4   | 3  | Nelson Piquet jr.      | Panasonic Jaguar Racing   | 47     | +7.015              | 7    | 12     |
| 5   | 25 | Jean-Éric Vergne       | Techeetah                 | 47     | +7.546              | 6    | 10     |
| 6   | 20 | Mitch Evans            | Panasonic Jaguar Racing   | 47     | +9.050              | 12   | 8      |
| 7   | 28 | António Félix da Costa | MS&AD Andretti Formula E  | 47     | +17.157             | 4    | 6      |
| 8   | 4  | Edoardo Mortara        | Venturi Formula E Team    | 47     | +26.511             | 18   | 4      |
| 9   | 1  | Lucas di Grassi        | Audi Sport ABT Schaeffler | 47     | +29.208             | 20   | 3      |
| 10  | 36 | Alex Lynn              | DS Virgin Racing          | 47     | +29.515             | 10   | 1      |
| 11  | 7  | Jérôme d'Ambrosio      | Dragon Racing             | 47     | +30.418             | 14   |        |
| 12  | 6  | José María López       | Dragon Racing             | 47     | +31.859             | 13   |        |
| 13  | 18 | André Lotterer         | Techeetah                 | 47     | +36.206             | 9    |        |
| 14  | 68 | Luca Filippi           | NIO Formula E Team        | 47     | +38.336             | 17   |        |
| 15  | 27 | Tom Blomqvist          | MS&AD Andretti Formula E  | 47     | +38.592             | 16   |        |
| 16  | 5  | Maro Engel             | Venturi Formula E Team    | 47     | +44.689             | 11   |        |
| 17  | 2  | Sam Bird               | DS Virgin Racing          | 47     | +44.982             | 19   |        |
| DNF | 8  | Nicolas Prost          | Renault e.Dams            | 36     | Schade ongeluk      | 15   |        |
| DNF | 19 | Felix Rosenqvist       | Mahindra Racing           | 34     | Batterij            | 1    | 3      |
| DNF | 23 | Nick Heidfeld          | Mahindra Racing           | 27     | Mechanisch          | 8    |        |

## Tussenstanden na de race

### Coureurs
| Positie | Rijder            | Team                    | Punten |
| ------- | ----------------- | ----------------------- | ------ |
| 1       | Jean-Éric Vergne  | Techeetah               | 81     |
| 2       | Felix Rosenqvist  | Mahindra Racing         | 69     |
| 3       | Sam Bird          | DS Virgin Racing        | 61     |
| 4       | Sébastien Buemi   | Renault e.Dams          | 52     |
| 5       | Nelson Piquet jr. | Panasonic Jaguar Racing | 45     |

### Constructeurs
| Positie | Team                    | Punten |
| ------- | ----------------------- | ------ |
| 1       | Techeetah               | 99     |
| 2       | Mahindra Racing         | 90     |
| 3       | Panasonic Jaguar Racing | 74     |
| 4       | DS Virgin Racing        | 70     |
| 5       | Renault e.Dams          | 59     |